# Serafí Serra Matas
Serafí Serra Matas (Figueres, 1828 - Barcelona, 14 d'abril de 1891) va ser polític i alcalde de Reus.
D'ideologia progressista, va ser un dels socis protectors d'El Círcol, l'entitat recreativa burgesa, i participà econòmicament en la construcció del Teatre Fortuny. El 1880 estava afiliat al Partit Liberal, pel qual va ser elegit alcalde de Reus del 1883 al 1885. Va resoldre i acabar diverses millores per la ciutat, com ara l'obertura del Passeig de Sunyer, que tot i que es va inaugurar el 1833, no tenia un traçat completament definit. Va iniciar també la urbanització del Passeig de Misericòrdia, va iniciar el projecte del nou escorxador el 1884 i va realitzar reformes i ampliacions a l'hospital. La reurbanització d'aquests espais va contribuir a la construcció de nous habitatges i al creixement de la ciutat. Va ser un dels 124 firmants del manifest fundacional de l'Associació Catalanista de Reus el 1884. El mateix 1884 es va enfrontar amb el governador civil de Tarragona i amb la delegació d'Hisenda perquè volien intervenir l'administració de consums i confiscar-ne els productes, cosa que hauria deixat l'ajuntament sense recursos. Això obeïa a la política del govern conservador que des de Madrid volia ofegar els ajuntaments progressistes. Algunes gestions fetes a Madrid van suavitzar la situació, però a inicis de 1885 el poder central va enviar un delegat governatiu per embargar els recursos municipals sobre les contribucions directes i a intervenir l'administració municipal. A més es va exigir a l'ajuntament l'ingrés a Hisenda de l'import total dels diners recollits mitjançant una subscripció popular per a socórrer les víctimes dels terratrèmols de Granada i Màlaga. Alguns periòdics, com la Crónica de Reus, òrgan de premsa del nucli conservador liderat per Marià Pons, publicaren articles contra Serafí Serra i el consistori per negar-se a complir les directrius governamentals. Especialment dur va ser Antoni Pascual en alguns articles. A finals de març de 1885 l'alcalde i l'ajuntament escollits en les eleccions van ser cessats per decisió del govern, i van pujar homes afins a Pons, com Eusebi Folguera d'alcalde, Antoni Pascual o Leopold Suqué com a regidors. Va sortir una publicació periòdica amb el nom de La Defensa per protestar contra aquesta destitució i per polemitzar amb la Crónica de Reus. Serafí Serra va tornar a accedir breument a l'alcaldia el mateix 1885, però les eleccions municipals del mes de maig d'aquell any el van allunyar de la política. Va morir a Barcelona, on s'havia retirat.